# Retablo de la Virgen, san Agustín y san Nicolás de Tolentino
El Retablo de la Virgen, san Agustín y san Nicolás de Tolentino es un retablo  gótico hecho con la pintura al óleo, temple y dorado con pan de oro sobre  madera, obra de Antoine de Lonhy, realizada hacia el 1461- 1462 para el monasterio de los agustinos de Domus Dei de Miralles (Castellví de Rosanes, Barcelona).
El cuerpo del retablo se encuentra en el Museo Nacional de Arte de Cataluña y dos tablas de la predela están en el museo del Castillo de Peralada.

## Historia
El retablo fue un encargo para el monasterio  agustiniano de Domus Dei de Miralles, en Castellví de Rosanes, Barcelona. Antoine de Lonhy, de origen francés, viajó bastante durante su carrera profesional y después de un período probablemente formativo en Borgoña en la década de 1440, el siguiente destino documentado fue Barcelona, a partir del año 1460.
De este periodo en Cataluña sólo se conocen dos obras: una era el rosetón de la Basílica de Santa María del Mar, que se había derrumbado por los terremotos de 1428 y la otra es el retablo del Domus Dei de Miralles, datado después de la obra de Santa María del Mar, aproximadamente entre 1461 y 1462.
A pesar de no haber documentación del encargo de esta obra, se considera que podría haber sido financiada por el curtidor Bernat Nicolás, hijo homónimo del mercader que había financiado la fundación del monasterio en 1414 y en el que fue enterrado. Nicolás padre también había financiado el monasterio de San Jerónimo de la Murtra. 
La relación de Bernat Nicolás con la obra se justifica por las siglas "BN" en la tabla central, donde está el comitente arrodillado a los pies de la Virgen. Por lo tanto, podría tratarse de un retablo para la capilla donde tuviera la sepultura el creador del monasterio.
El pago al artista no fue realizado por el comitente, sino por Mateu Rella, provincial de la orden de los agustinos. En 1462 quedaba todavía un pago reconocido de 22 libras que Lonhy endosó al bordador Antonio Sadurní para liquidar unos pagos pendientes con él, cuando se fue a Saboya.

## Descripción
La primera documentación descriptiva que se dispone es del historiador Gaietà  Barraquer i Roviralta quien, en 1901, lo describió cuando todavía estaba en el monasterio para el que fue creado. El mismo autor afirmaba que en 1910 ya estaba en manos privadas, en casa de José García Peñasco.
El retablo tiene dos pisos más una predela, actualmente separada, y tres calles. Aparentemente le falta un coronamiento que podía haber sido un ático o tan sólo una decoración con un guardapolvo o similar.
- La calle izquierda está dedicada a san Agustín de Hipona:
  - En el piso superior se representa la escena de San Agustín invistiendo un novicio. Además del santo y el novicio, en la escena hay diez monjes agustinos con su hábito negro y otro novicio esperando su turno. Son muchos personajes para una tabla relativamente estrecha lo que conlleva una cierta complejidad para conseguir sensación de perspectiva.
  - En el piso inferior, se muestra la imagen de cuerpo entero de San Agustín como doctor de la Iglesia. Lleva una mitra de obispo y como atributo sostiene una maqueta de una iglesia en la mano izquierda.
- La calle central está dedicada a la Virgen María, la figura central del retablo.
  - En el piso superior hay representada una Epifanía o Adoración de los Reyes Magos al niño Jesús. La escena se desarrolla en el exterior de un pesebre. Dentro, en el centro, se encuentra san José representado sin nimbo; tras él se ven el buey y la mula del  Nacimiento. Fuera del pesebre, el centro de la escena lo marca el rey Melchor, el rey más anciano que permanece arrodillado ante la virgen María y el bebé, que ocupan la mitad derecha de la escena; su corona está en el suelo y está ofreciendo un copón dorado al Niño Jesús que se acerca a tocar su contenido. Detrás de Melchor, en segundo término, están de pie los otros dos reyes sosteniendo en su mano un copón dorado con las ofrendas. A pesar de estar fechado a finales del siglo XV, los reyes magos aún representan las tres edades del hombre, no las diferentes razas, un cambio de la iconografía representando la pluralidad étnica que comenzó a partir del siglo XV.[5]
  - La tabla del piso inferior es la figura central: la Virgen María con el  Niño. Es una imagen en Sedes sapientiae, que simboliza la Iglesia basada en la sabiduría divina. La Virgen mira dulcemente a Jesús que sostiene desnudo sobre su regazo. El Niño está inclinado dirigiendo su mano derecha hacia la figura del comitente que está arrodillado en oración en el lado izquierdo de la escena. El trono donde está sentada la Virgen tiene dos grandes brazos donde se apoyan sendos ángeles que observan la escena. Desde el respaldo y cubriendo los personajes principales hay un dosel forrado en tela roja con una inscripción en la parte frontal que contiene el inicio de la Salve Regina « SALVE REHINA MATER MISERlCORDIE [V] ITA [DULCEDO] ET SPES NOSTRA SALVE. AD TE CLAMA [MUS] ». Dentro del escudo que hay en la parte baja de la tabla central aparecen las letras "bn", iniciales del comitente, Bernat Nicolás.
- La calle derecha está dedicada a san Nicolás de Tolentino:
  - La tabla superior representa la misa de san Nicolás de Tolentino en sufragio de las almas del purgatorio. Nicolás tenía una gran devoción por los que hacía poco que habían muerto, rogando por sus almas. Era un reconocido exorcista.[6] La temática de la misa a favor de las almas del purgatorio es similar a la misa de san Gregorio, más habitual en la pintura del reino de Aragón, aunque la iconografía es diferente.[7]
  - La tabla del primer piso muestra a san Nicolás de Tolentino vestido con el hábito agustiniano, leyendo un libro y con unos lirios en la mano. Este retablo es una de las primeras representaciones del santo de Tolentino después de su canonización en 1446.[7]

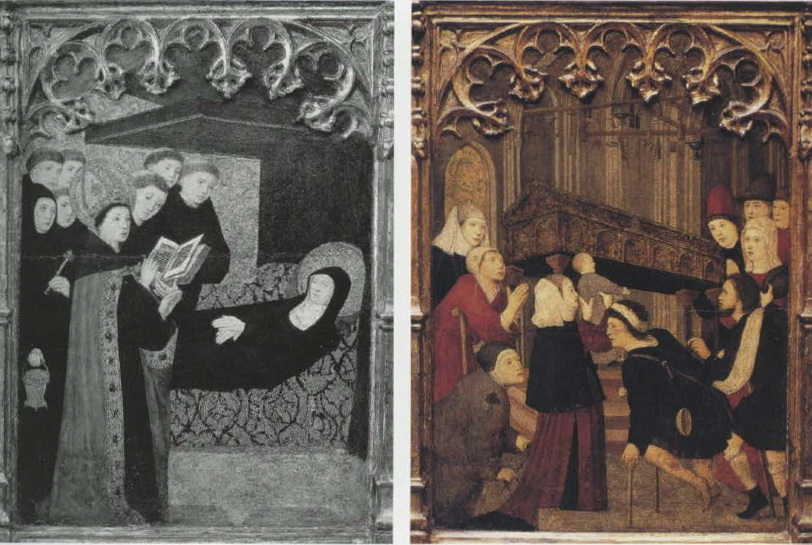
Dos tablas de la muerte de santa Mónica en el Museo del Castillo de Peralada.

### Predela
De las tres tablas de la predela, la central está perdida y las dos laterales se encuentran en el museo del Castillo de Perelada.
La tabla izquierda, es decir, la de la calle dedicada a la figura de San Agustín, representa la muerte de  santa Mónica, madre de San Agustín.
La tabla derecha muestra los milagros ante la tumba de Nicolás de Tolentino.